# Vargattacker mot människor

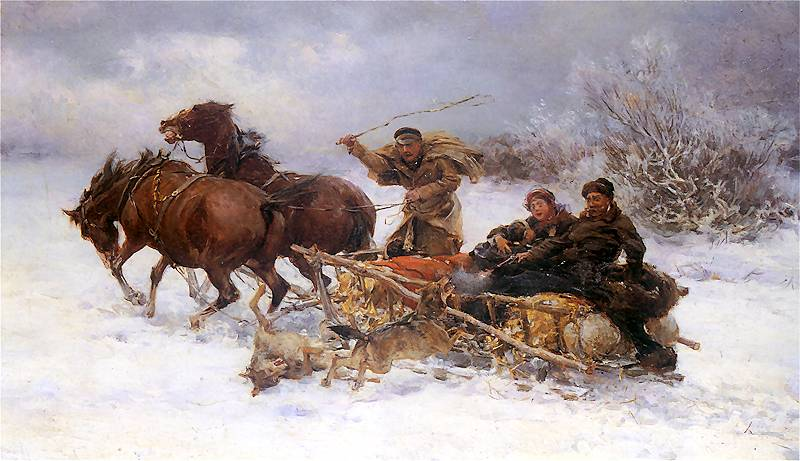
Vargar attackerar en släde, oljemålning av Alfred Wierusz-Kowalski, 1890. Motivet är vanligt i europeiska berättelser om vargar.

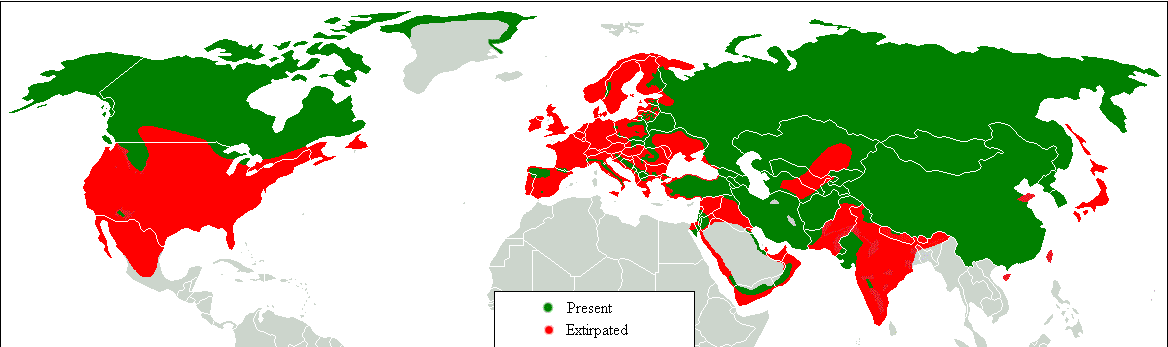
Utbredningsområde 2007
Utrotad

Vargattacker mot människor är skador på människor eller deras egendom orsakade av varg. Frekvensen varierar med geografiskt läge och historisk period. Attacker av gråvarg är sällsynta eftersom vargar ofta dödas eller till och med utrotas av människor, som en konsekvens av vargattacker. Det har resulterat i att vargar tenderar att leva mestadels långt från människor eller har utvecklat en förmåga att undvika dem.
Vargattacker med dödlig utgång är ovanliga men förekommer fortfarande, framförallt i Indien, där vargen lever i miljöer med liten tillgång på naturliga bytesdjur och barn som boskapsvakter. Enligt Linnell & Bjerke (2003) ska det ha förekommit 1548 väldokumenterade dödsfall i Västeuropa under perioden 1700–2000, medan fyra människor ska ha dödats av friska vargar i Europa under de senaste 50 åren.
Risken för attacker mot människor i Finland, Norge eller Sverige är mycket låg enligt expertisen, då det finns gott om vilt i skogen och vargar som börjar röra sig nära bebyggelsen relativt snabbt blir skjutna. Vilda vargar i Norden som är friska undviker vanligtvis människor. Däremot kan vargar som är smittade eller känner sig trängda åtminstone teoretiskt gå till anfall mot människor.

## Fennoskandien

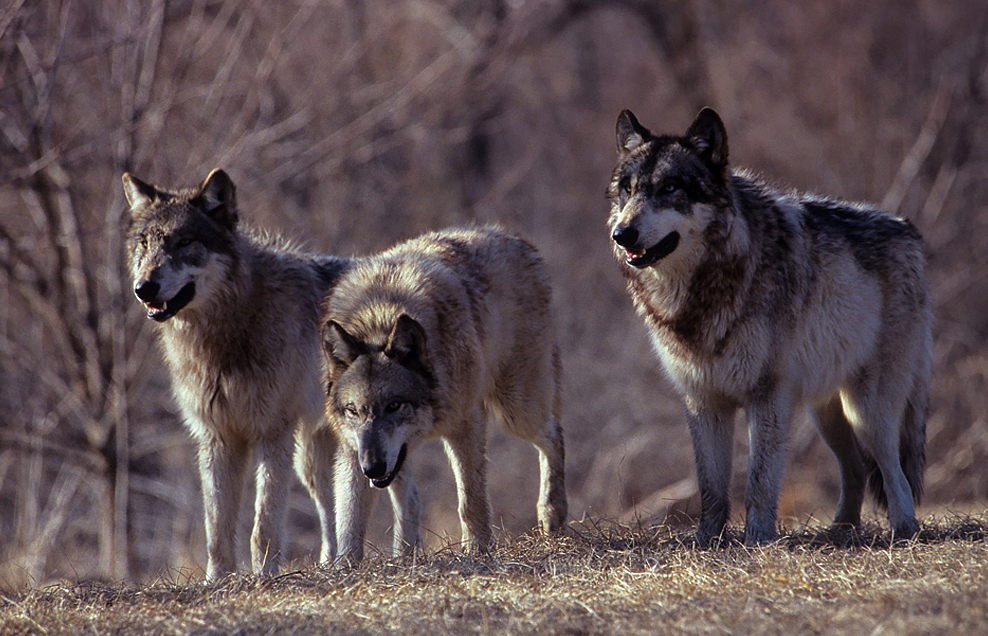
Tre vargar.

En artikel om dokumenterade fall av varg som angripit människor i Fennoskandien konstaterar att vargattacker verkar ha varit regelbundet återkommande men rätt sällsynta fenomen. Angreppen har utförts i fattiga trakter, med begränsad tillgång till vilt, och av enstaka vargar eller vargflockar, som angripit barn, endast i enstaka fall skall någon vuxen ha dödats.   Sammantaget ska 94 personer ha dödats av vargar i Skandinavien under de senaste 300 åren. Alla fallen är från före 1882.
Dessa vargar har inte varit rabiessmittade, men beteendet verkar vara begränsat till enskilda individer eller flockar. I några av fallen antas vargarna tidigare ha levt i fångenskap och därvid vant sig vid mänskor. Vuxna har undvikits vid angreppen; endast i enstaka fall har vuxna eller barn i vuxnas sällskap angripits. Vargattacker i Skandinavien med dödlig utgång mot människor har antagits vara osannolika, så länge det finns gott om vilt i skogarna och vargar som börjar röra sig nära bebyggelsen relativt snabbt blir skjutna.
Alla attackerna före 2012 inträffade under tider då människorna var fattiga och det var ont om vilt i skogen. Åtminstone i en del av fallen misstänks vargindividerna tidigare ha levt i fångenskap. Attacker mot människor under nuvarande förhållanden har antagits som mycket osannolika av myndigheter och ledande forskare. Det enda dödsfallet i Sverige i modern tid skedde den 17 juni 2012 då en djurvårdare dödades av delvis socialiserade vargar i fångenskap på Kolmårdens djurpark.

### Finland
Från januari 1831 fram till sommaren 1832 ska åtta barn och en vuxen kvinna ha dödats av varg i Kaukola, och det antas att en varg dödade samtliga. 1836 dödades tre barn av vargar i Kimito kommun. Från 1839 till 1850 dödades 20 barn av varg i Kivinebb, och det har antagits att samtliga blev dödade av samma varg eller av samma vargflock. 1877 attackerades tio barn i Tammerforsregionen och nio av dessa dog till följd av de skador som de åsamkades.
Från 1879 till 1882 dödade ett vargpar ett stort antal barn inom elva församlingar i Egentliga Finland. Enligt äldre uppgifter ska det ha varit 22 barn som blev dödade. Nyare forskning tyder emellertid på att 35 barn kan ha blivit dödade.
 Allteftersom antalet dödade barn växte sattes allt större ansträngningar in för att döda vargarna, och jägare från Ryssland och Litauen anlitades, liksom den finska armén. Slutligen lyckades man skjuta en varghona i januari 1882, och tolv dagar senare blev en varghane förgiftad. Vargattackerna upphörde efter detta.
Dessutom finns det tidningsuppgifter på att flera barn ska ha blivit dödade.
En 12-årig flicka dödades i Euraåminne 1859, en pojke på åtta år dödades i Nykyrka 1882; samma år blev en pojke skadad i Sordavala.
Det finns inga bevis på att dessa vargar ska ha varit tama, även om detta inte kan uteslutas.
Förutom de attacker som Linell med flera har bedömt som mycket väldokumenterade finns även uppgifter om ett stort antal andra attacker. Antti Lappalainen har gjort en sammanställning av uppgifter hämtade från finska kyrkböcker åren 1710–1881, och därvid ansett sig ha funnit 175 registrerade vargangrepp med dödlig utgång i Finland. Han anger att åldersfördelningen bland de dödade skall ha varit följande: spädbarn 0–3 år 11 %, barn 4–9 år 38 %, ungdomar 10–17 år 8 %, vuxna 18–40 år 27 %, vuxna 41–60 år 11 % och äldre 61– 5 %.
År 1932 skrev flera finska tidningar om att en varg skulle ha anfallit en flicka i Kuikkala by i Puumala. Påståendet visade sig vara helt grundlöst.

### Norge
Enligt Linnell med flera 2003 (som undersökte data från de senaste 300 åren och uteslöt osäkra fall) ska en flicka som var sex–åtta år gammal ha dödats av varg i Sørums kommun i Akershus fylke den 28 december 1800.
Furseth 2005 menar att det under det senaste 400 åren har dödats 11 personer av varg i Norge.

### Sverige

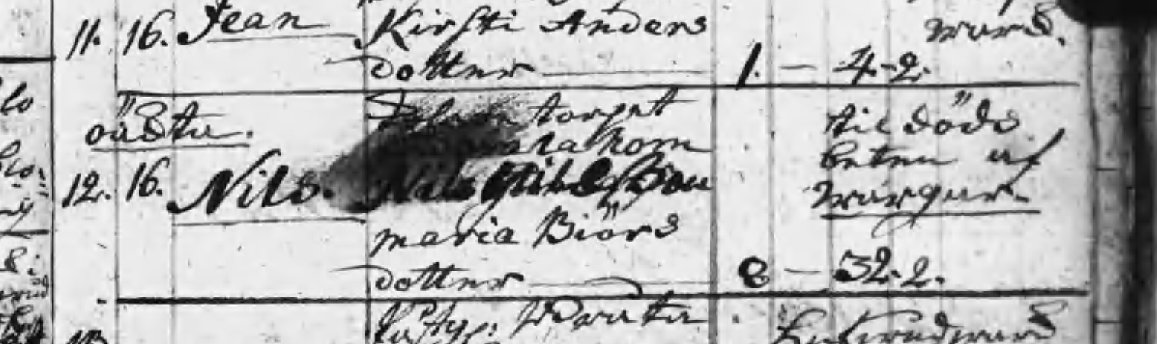
Hova dödbok 1763 F:1;
"(Januarii 1763) 12, 16, Nils, oäkta, Kolaretorpet ---prelakom Nils Nilsson Maria Biörsdotter, til döds beten af wargar, 8 år 32 veckor 2 dagar (gammal).",
Avfotograferat från mikrofilm av död- och begravningsbok från 1763.

Man har i Sverige dokumenterat några historiska fall av vargattacker mot människor som fått dödlig utgång. Attackerna utfördes i en begränsad del av Sverige, nämligen gränstrakterna mellan Dalsland och Värmland, och under en relativt kort period. Oluf Swensson, en 12 år gammal gosse, blev enligt dödboken attackerad och dödligt skadad av varg den 9 februari 1727 i Håbols socken, Vedbo härad, Dalsland. Han avled av sina skador den 12 februari. Jon Svensson, en fyra och ett halvt år gammal pojke, blev dödad och till största del uppäten av varg i Boda socken, Jösse härad, Värmland, som nu är en del av Kils kommun i Värmlands län, den 17 december 1727. En kort tid därefter, den 6 januari 1728, blev ytterligare en pojke, Jon Ersson, som var nio år gammal, uppäten av varg, även det i Boda socken, Jösse härad, Värmland, som nu är en del av Kils kommun i Värmlands län,.
Den 3 augusti 1731 blev en 12-årig flicka, Borta Johansdotter, dödad av varg i Steneby socken, Vedbo härad, Dalsland, som nu är en del av Bengtsfors kommun i Västra Götalands län. Nils Nilsson, en åtta år gammal pojke, blev ihjälbiten av varg  i januari 1763 i Hova socken, Vadsbo härad, Västergötland, som nu är en del av Gullspångs kommun i den del av Västra Götalands län, vilken tidigare utgjordes av Skaraborgs län.
I en serie av attacker mellan den 30 december 1820 och den 27 mars 1821 blev 31 människor attackerade av en varg och nio av dessa dödades och 15 personer blev skadade. Samtliga, med undantag av en 19-årig kvinna, var barn, som var från tre och ett halvt år till 15 år gamla då de attackerades. Samtliga dessa attacker ägde rum i ett begränsat område inom i Dalarna och i Gästrikland. När den så kallade Gysingevargen sköts upphörde attackerna. Serien av angrepp startade den 30 december 1820 då en treåring vid namn Eric blev ihjälriven av varg. Angreppen fortsatte sedan fram till den 27 mars 1821 då en sexårig pojke vid namn Anders blev utsatt för ett vargangrepp. Barnets far lyckades slita loss barnet från vargen, men barnet dog en kort tid därefter till följd av de uppkomna skadorna.
Under den tre månader långa perioden angreps 31 människor, vilket resulterade i nio döda och 15 skadade. De skadade var oftast barn, med undantag av en yngling på 18 år. De flesta som avled var barn mellan tre och ett halvt och 15 år gamla, som pojken Pehr, vilken var sex år då han bets ihjäl den 28 februari 1821. Ett av de äldre barnen var Anna Jansdotter, som var 12 år då hon dödades den 10 februari 1821. Jan Erik Sundstedt var 15 år gammal då han blev ihjälriven den 10 februari 1821. En 18-årig kvinna, Anna, dödades, och till betydlig del förtärdes av varg. Vid flera av tillfällena förtärdes offren efter att de dödats. Så var fallet med Jan Carlsson, sex år, som dödades den 12 januari 1821, varför återstoden av hans kropp vid begravningen lades i samma kista som hans morfar, vilken avlidit en kort tid dessförinnan. Detta öde drabbade även en åttaårig flicka vid namn Carin som blev dödad den 4 februari 1821.

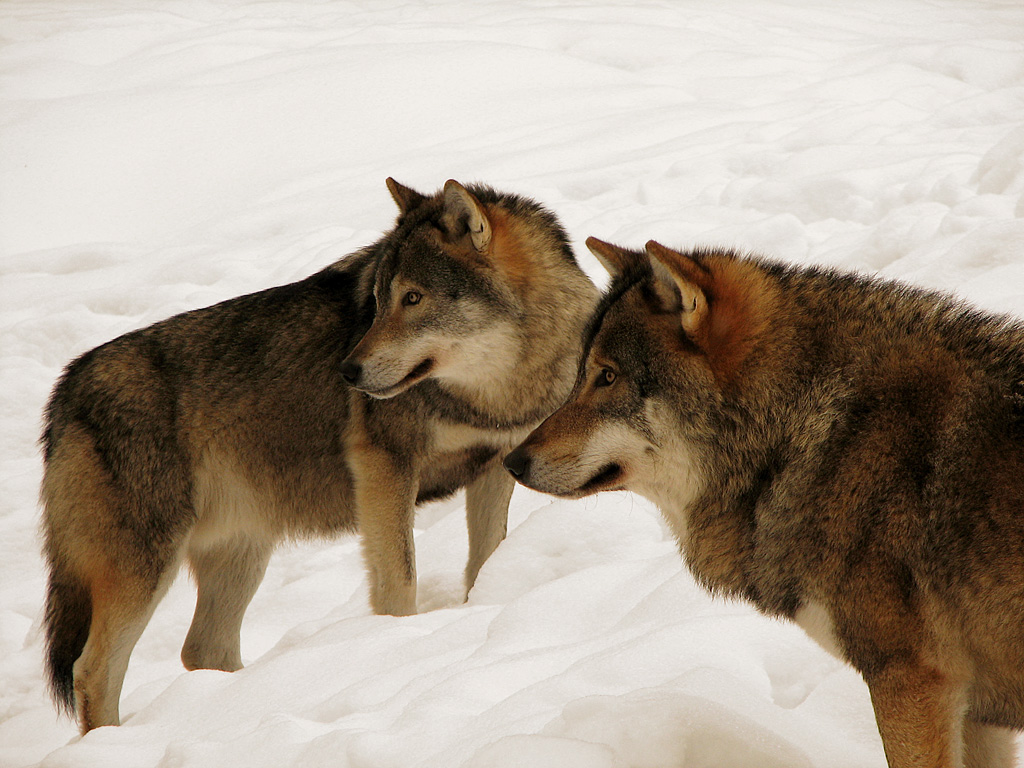
Två vargar på Kolmården.

I vissa fall försökte barnets fäder rädda sina barn, men barnens liv stod ändå inte att rädda. Detta gjorde Olof Ersson, som försökte rädda sin son Anders, liksom även Anders Carlsson, som med fara för eget liv kunde slita loss sin dotter Stina, elva år. Stina skulle gå till bruksgården i ett ärende, emellertid kunde hennes liv inte räddas, och hon blev således ett ytterligare offer för Gysingevargen. Gysingevargen sköts den 27 april 1821 i Årsunda. Mot bakgrund av historiska uppgifter har det konstaterats att dessa attacker genomförts av en varg vilken hade blivit uppfödd i fångenskap på Gysinge herrgård. Den och två kullsyskon tagits till bruket av en skogvaktare som skänkt dem till brukspatronens unga döttrar. Två av vargarna avlivades då de blev för stora som lekkamrater, medan den tredje blev kvar en längre tid, varvid den således släpptes lös i frihet.[källa behövs]
Den enda säkert dokumenterade vargattacken med dödlig utgång i Sverige sedan Gysingevargen i början av 1800-talet ägde rum den 17 juni 2012 i Kolmårdens djurpark, då en 30-årig kvinna dödades av vargar hon skötte. Djurparken och den zoologiska chefen dömdes, den senare för grovt arbetsmiljöbrott.
Andra vargattacker i Sverige med dödlig utgång sägs ha inträffat 1830 på Frösön (då en soldat dödades), 1846 utanför Laholm (då en vuxen kvinna dödades) och 1854 i Ny söder om Malung (då en pojke dödades). 
Under 2000-talet har det flera gånger rapporterats om vilda vargar som tagit sin in i samhällen och även förföljt människor.

## Ryska Imperiet/Sovjetunionen utom Baltikum
I Ryska Imperiet dödades enligt olika källor mellan 3 000 och 20 000 människor av varg under 1800-talet.

## Baltikum
En sammanställning av Linnell & Bjerke (2003) ger stöd åt 240 fall där människor ska ha blivit dödade av vargar i Estland, Lettland och Litauen under modern tid. De baltiska staterna förhandlade fram undantag från EU-reglerna om vargar i samband med att de blev medlemmar i unionen.

### Estland
Enligt Linnell & Bjerke (2003) ska 21 personer ha dödats av friska vargar under 1700-talet. 84 personer ska ha dödats av rabiessmittade vargar under 1800-talet, medan 111 personer under samma tid dödades av friska vargar. Vidare skall en människa ha blivit dödad av en rabiessmittad varg under den senare delen av 1900-talet. Således ska enligt Linnell & Bjerke (2003) 217 människor ha blivit dödade av vargar i Estland under denna period. Rootsi anger att 203 personer ska ha blivit dödade av vargar i Estland, och han har särskilt beaktat inverkan av rabies.

### Lettland
Linnell & Bjerke (2003) anger att tio personer ska ha dödats av rabiessmittade vargar under 1800-talet och tre personer ska ha dödats av rabiessmittade vargar under 1900-talets senare del. Förutom dessa 3 personer som dog, blev ytterligare 9 personer utsatta för attacker av rabiessmittade vargar under 1900-talets senare hälft. Dessutom ska tre människor ha utsatts för vargattacker av friska vargar under 1900-talets senare del.

### Litauen
Enligt Linnell & Bjerke (2003) ska 11 personer ha dödats av friska vargar under 1900-talets första hälft. Dessutom ska ytterligare fem människor ha överlevt vargattacker av friska vargar under denna tid. Under 1900-talets första hälft skall 19 personer utsatts för vargattacker av rabiessmittade vargar, men antalet döda ansågs vara osäkert. Under 1900-talets senare hälft skall 22 personer utsatts för vargattacker av rabiessmittade vargar, ingen skall dock ha avlidit.

## Europa utom Norden och de stater som tidigare ingick i Sovjetunionen
Enligt Linnell & Bjerke (2003) ska 1214 människor blivit dödade av vargar i attacker som dokumenterats så vederhäftigt att händelsen kan anses säkerställd.

### Frankrike

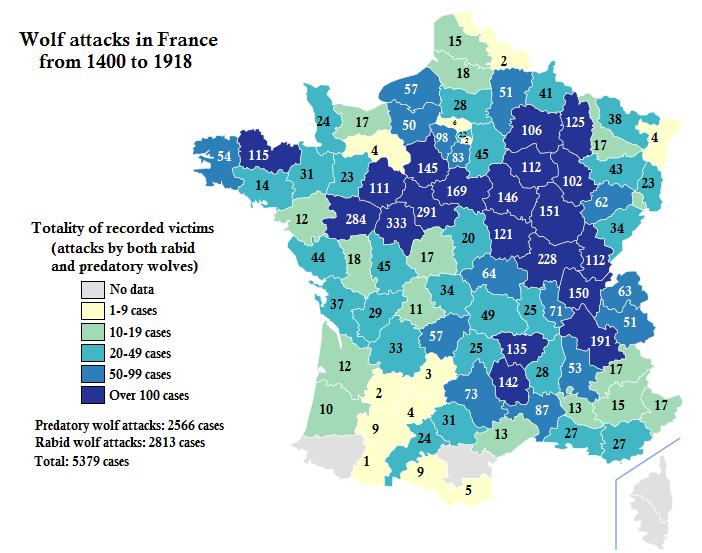
Vargattacker i Frankrike 1400-1918.

Frankrike är det land med mest omfattande data rörande vargattacker mot människor, där nästan 7 600 dödliga attacker dokumenterades från år 1200 till 1920. Det är dock möjligt att många av dessa attacker räknats flera gånger, och det är inte säkert att alla utförts av vargar.
Linnell & Bjerke (2003) rapporterar om 693 vargattacker mot människor under 1700-talet av rabiessmittade vargar mot människor i Frankrike. Av dessa fick 308 dödlig utgång. Under samma tid utsattes 711 personer av vargattacker av friska vargar, varvid 577 människor dödades. Under 1800-talet angreps 345 personer av rabiessmittade vargar, vilket kostade 118 människor livet. Samtidigt blev 365 personer utsatta för vargattacker av friska vargar, varvid 104 dödsoffer krävdes. Under 1900-talets första hälft attackerades sex människor av friska vargar och två av dessa dog. Totalt ska således 1109 människor ha blivit dödade av vargar under denna tidsperiod i Frankrike, enligt Linnell & Bjerke (2003).

### Italien
Under 1800-talet ska, enligt Linnell & Bjerke (2003), fem människor ha dödats av rabiessmittade vargar och 72 personer skall ha dödats av friska vargar. Således dödades sammantaget 77 människor av vargar i Italien under 1800-talet enligt Linnell & Bjerke (2003).

### Spanien
Enligt Linnell & Bjerke (2003) ska 40 människor ha blivit attackerade av rabiessmittade vargar under 1700-talet. Antalet som då kan ha dödats bedömer de som osäkert. På 1800-talet ska 14 personer ha blivit dödade av rabiessmittade vargar. Under den första delen av 1900-talet skall 29 människor ha attackerats av rabiessmittade vargar, och mer än 10 av dessa skall ha avlidit. Under 1900-talets senare del skall nio människor ha blivit attackerade av friska vargar och fyra personer av dessa ska ha blivit dödade av vargar.

### Grekland
En brittisk kvinnas kropp återfanns 2017 i bergen i norra Grekland. Efter obduktion bedömde en veterinär att hon förmodligen attackerats och dödats av vargar.

## Indien
Åren 1980–1995 dödades minst 233 barn av vargar i Indien, de flesta under sex år och i de flesta fall inom byns område när de tillfälligt lämnats ensamma. År 1878 skall 624 personer ha blivit dödade av vargar i Indien.

## Nordamerika
Åtminstone några fall i Nordamerika av människor som uppenbarligen dödats av frisk varg har dokumenterats i senare tid. Myndigheterna i USA och Kanada uppmanar människor som rör sig i trakter med varg att inte nonchalera risken, även om de anser att dessa inte ska vara rädda i onödan, eftersom varg anses utgöra en mycket liten risk i jämförelse med björn, kyla och olyckor.
En 32-årig kvinna, Candice Berner, dödades av vargar i Alaska under en joggingtur 2010. Spår av varg fanns på platsen och björnarna ligger i ide på vintern. Flera vargar dödades senare och åtminstone en av dem, i god kondition, kunde kopplas till kvinnan med DNA-test. Det är inte klarlagt om vargarna anföll för att få mat eller hur de eller kvinnan reagerade vid mötet, som kan ha överraskat båda parter, men vargarna hade dödat kvinnan och ätit av kroppen.
En 22-årig student, Kenton Joel Carnegie, antas ha dödats av varg eller björn under en promenad i norra Saskatchewan i Kanada 2005. Vargar som letade föda på den lokala avstjälpningsplatsen verkade ha blivit orädda för människor. Mannen hittades död och myndigheterna som besökte platsen tolkade spåren i snön som att han sannolikt angripits av vargar. Undersökningen inleddes dock sent, spår också av bland annat svartbjörn fanns på platsen och dödsorsaken ifrågasattes men blev dock officiellt fastslagen till att han blev dödad av vargar.
En sexårig pojke angreps av vargar 2000 nära Ice Bay söder om Anchorage. Vargen rapporterades ha blivit matad flera gånger innan attacken. Flera andra attacker i Kanada har kopplats till att vargar blivit vana vid människor.
Viltbiologen Patricia Wyman, som arbetade med vargfrågor vid naturreservatet Haliburton Forest & Wildlife Preserve, dödades den 18 april 1996 av frilevande vargar. Det framkom vid utredningen av hennes död att de anställda vid detta naturreservat ansåg att vargar inte skulle utgöra någon risk för människor. 
Den 24 september 1963 dödades den femårige kanadensaren Marc Leblond av vargar i Baie-Comeau i Côte-Nord-regionen, i provinsen Québec, Kanada, enligt Winnipeg Free Press.
Det har även förekommit ett mindre antal attacker av prärievargar mot människor, vilka endast i få fall kan ha resulterat i allvarliga skador eller att ha lett till dödsfall. En attack mot folksångerskan Taylor Mitchell ledde till hennes död den 28 oktober 2009. I det här fallet kan det ha varit frågan om hybrider mellan varg och prärievarg.

## Skydda sig mot vargar
Om man möter en vild varg som inte är hotfull är expertrådet att lugnt röra sig bort från den utan att släppa den ur sikte. Att stirra den rakt i ögonen bör undvikas eftersom vargen kan uppfatta det som att man utmanar den. Om man möter en vild varg som verkar hotfull är expertrådet att visa sig orädd, göra sig stor och föra oväsen. Har man hund med sig bör den kallas in och kopplas. Till skillnad från i fråga om björnar bör man uppträda aggressivt mot vargar som kommer nära. I ingetdera fallet ska man vända ryggen till eller försöka springa undan.
Det antas att vargar blir farligare om rädslan för människor avtagit. Man bör alltså undvika att mata varg eller locka vargar att närma sig. Den som blir utsatt för en attack av vargar bör försöka att kämpa mot vargarna.